# PlanetQuest
PlanetQuest è un progetto di calcolo distribuito per la scoperta di nuovi pianeti e la classificazione di stelle basandosi sulle immagini scattate dagli osservatori astronomici. È stato fondato nel 2000 come organizzazione no-profit.

## Come funziona
Per permettere questa ricerca il dottor Laurance Doyle insieme a Hans Deeg e Jon Jenkins hanno creato il Transit Detection Algorithm (TDA), un algoritmo che permette di scoprire i pianeti utilizzando il metodo di misurazione fotometrico della luce.

## Software
La parte di calcolo è svolta da un software che utilizza la struttura del Berkeley Open Infrastructure for Network Computing ed è usabile su GNU/Linux, macOS e Microsoft Windows.